# Башкув (Великопольське воєводство)
Башкув (пол. Baszków, нім. Baschkow) — село в Польщі, у гміні Здуни Кротошинського повіту Великопольського воєводства.
Населення — 1099 осіб (2011).
У 1975-1998 роках село належало до Каліського воєводства.

## Демографія
Демографічна структура станом на 31 березня 2011 року:
|          | Загалом | Допрацездатний вік | Працездатний вік | Постпрацездатний вік |
| -------- | ------- | ------------------ | ---------------- | -------------------- |
| Чоловіки | 551     | 93                 | 385              | 73                   |
| Жінки    | 548     | 114                | 292              | 142                  |
| Разом    | 1099    | 207                | 677              | 215                  |